# 伊藤亚由子
伊藤亚由子（日语：／ Itō Ayuko，1986年9月29日—），日本女子短道速滑运动员，2013年世界短道速滑锦标赛女子3000米接力铜牌得主、2017年世界短道速滑锦标赛女子3000米接力铜牌得主。